# Saint-Sylvestre-Cappel
Pour les articles homonymes, voir Saint-Sylvestre.
Saint-Sylvestre-Cappel  est une commune française située dans le département du Nord, en région Hauts-de-France.

## Géographie

### Situation
Saint-Sylvestre-Cappel est un village situé sur une ancienne voie romaine entre Cassel et Caëstre à 6,2 km d'Hazebrouck, 13 km de Wormhout et 25 km d'Armentieres.

### Communes limitrophes
Les communes limitrophes sont Terdeghem, Caëstre, Eecke, Hondeghem et Sainte-Marie-Cappel.
| Cassel              | Terdeghem              | Steenvoorde |
| Sainte-Marie-Cappel | Saint-Sylvestre-Cappel | Eecke       |
|                     | Hondeghem              | Caëstre     |

### Géologie et relief
La superficie de la commune est de 8,14 km2 ; son altitude varie de 28  à   58 mètres.

### Hydrographie

#### Réseau hydrographique
La commune est située dans le bassin Artois-Picardie. Elle est drainée par l'Ey Becque, la Wagen Brugge, l'ey Becque et l'Hondsteen Becque,,.
L'Ey Becque, d'une longueur de 19 km, prend sa source dans la commune  et se jette  dans l'Yser en limite d'Houtkerque et de la frontière belge, après avoir traversé cinq communes.

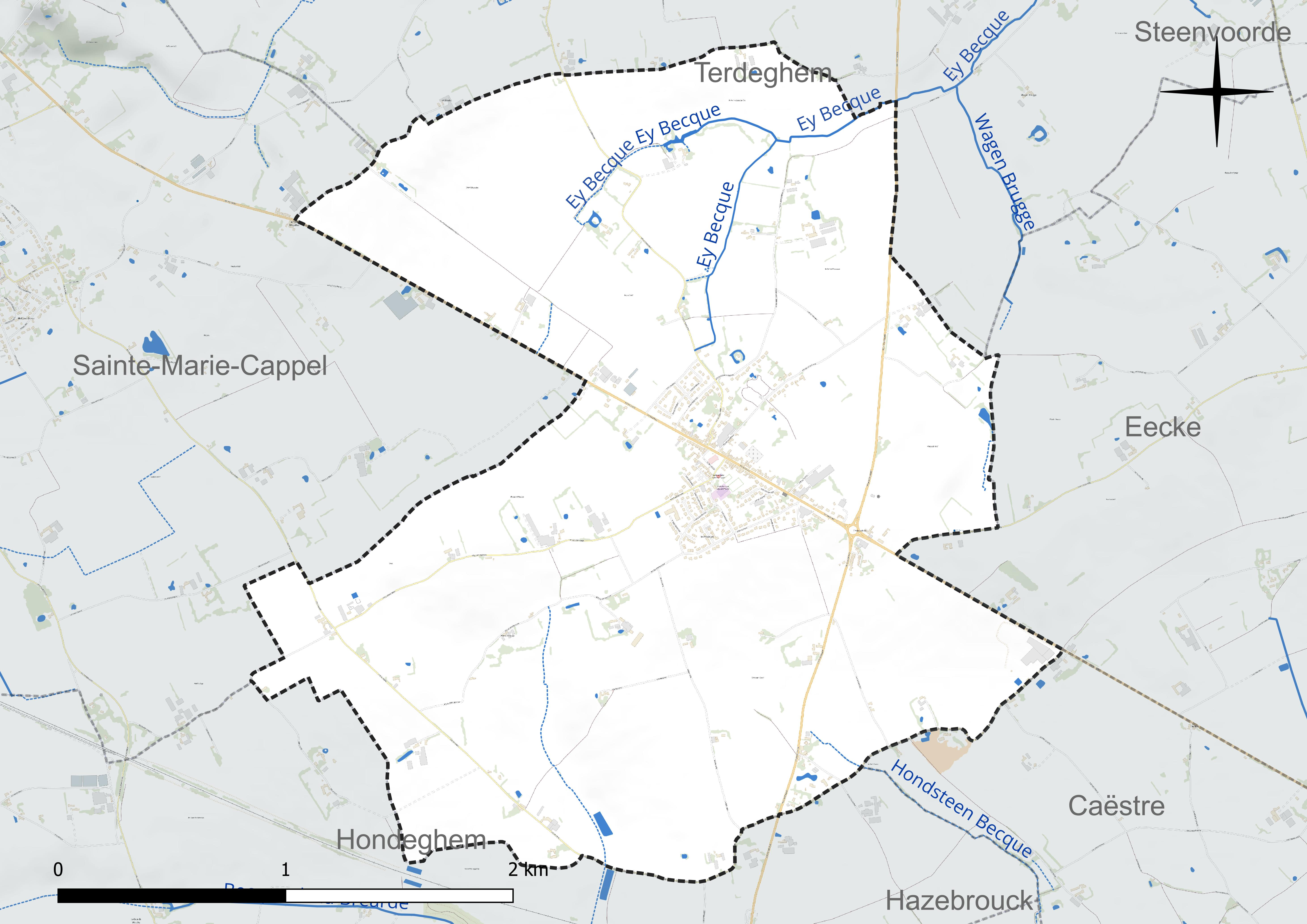
Réseau hydrographique de Saint-Sylvestre-Cappel.

#### Gestion et qualité des eaux
Le territoire communal est couvert par le schéma d'aménagement et de gestion des eaux (SAGE) « Yser ». Ce document de planification concerne un territoire de 381 km2 de superficie, délimité par le bassin versant de l'Yser en France. Le périmètre a été arrêté le 8 novembre 2005 et le SAGE proprement dit a été approuvé le 30 novembre 2016. La structure porteuse de l'élaboration et de la mise en œuvre est l'Union syndicale d'aménagement hydraulique du Nord (USAN).
La qualité des cours d'eau peut être consultée sur un site dédié géré par les agences de l'eau et l'Agence française pour la biodiversité.

### Climat
Pour des articles plus généraux, voir Climat des Hauts-de-France et Climat du Nord.
En 2010, le climat de la commune est de type climat océanique altéré, selon une étude du CNRS s'appuyant sur une série de données couvrant la période 1971-2000. En 2020, Météo-France publie une typologie des climats de la France métropolitaine dans laquelle la commune est exposée à un climat océanique et est dans la région climatique Côtes de la Manche orientale, caractérisée par un faible ensoleillement (1 550 h/an) ; forte humidité de l'air (plus de 20 h/jour avec humidité relative > 80 % en hiver), vents forts fréquents.
Pour la période 1971-2000, la température annuelle moyenne est de 10,3 °C, avec une amplitude thermique annuelle de 14 °C. Le cumul annuel moyen de précipitations est de 730 mm, avec 13 jours de précipitations en janvier et 8,5 jours en juillet. Pour la période 1991-2020, la température moyenne annuelle observée sur la station météorologique la plus proche, située sur la commune de Steenvoorde à 4 km à vol d'oiseau, est de 11,2 °C et le cumul annuel moyen de précipitations est de 727,8 mm,. Pour l'avenir, les paramètres climatiques de la commune estimés pour 2050 selon différents scénarios d'émission de gaz à effet de serre sont consultables sur un site dédié publié par Météo-France en novembre 2022.
| Mois                                  | jan.           | fév.           | mars          | avril         | mai           | juin          | jui.          | août          | sep.          | oct.          | nov.          | déc.          | année      |
| ------------------------------------- | -------------- | -------------- | ------------- | ------------- | ------------- | ------------- | ------------- | ------------- | ------------- | ------------- | ------------- | ------------- | ---------- |
| Température minimale moyenne (°C)     | 2,2            | 2              | 3,5           | 5,7           | 8,8           | 11,6          | 13,5          | 13,5          | 11,6          | 9,2           | 5,5           | 2,9           | 7,5        |
| Température moyenne (°C)              | 4,5            | 4,7            | 7             | 10,4          | 13,3          | 16,2          | 18,5          | 18,2          | 16            | 12,5          | 8,1           | 5,2           | 11,2       |
| Température maximale moyenne (°C)     | 6,8            | 7,3            | 10,5          | 15            | 17,8          | 20,8          | 23,5          | 22,9          | 20,4          | 15,7          | 10,6          | 7,5           | 14,9       |
| Record de froid (°C) date du record   | −10,9 16.01.13 | −13,4 04.02.12 | −6,8 04.03.05 | −2,6 07.04.13 | 1 01.05.21    | 4,9 01.06.06  | 7,4 31.07.15  | 7,8 29.08.07  | 3,2 30.09.18  | −0,1 23.10.07 | −4,4 29.11.10 | −9,6 03.12.10 | −13,4 2012 |
| Record de chaleur (°C) date du record | 15,3 01.01.22  | 18,3 24.02.21  | 24,1 31.03.21 | 26,3 19.04.18 | 31,8 27.05.05 | 33,5 27.06.11 | 40,8 25.07.19 | 34,9 07.08.18 | 34,2 09.09.23 | 28,8 01.10.11 | 19,9 07.11.15 | 16,2 31.12.22 | 40,8 2019  |
| Précipitations (mm)                   | 51             | 54             | 49            | 32,6          | 51            | 52,5          | 67,8          | 81,6          | 55            | 70            | 86,5          | 76,8          | 727,8      |

## Urbanisme

### Typologie
Au 1er janvier 2024, Saint-Sylvestre-Cappel est catégorisée bourg rural, selon la nouvelle grille communale de densité à sept niveaux définie par l'Insee en 2022.
Elle est située hors unité urbaine. Par ailleurs la commune fait partie de l'aire d'attraction d'Hazebrouck, dont elle est une commune de la couronne,. Cette aire, qui regroupe 11 communes, est catégorisée dans les aires de moins de 50 000 habitants,.

### Occupation des sols

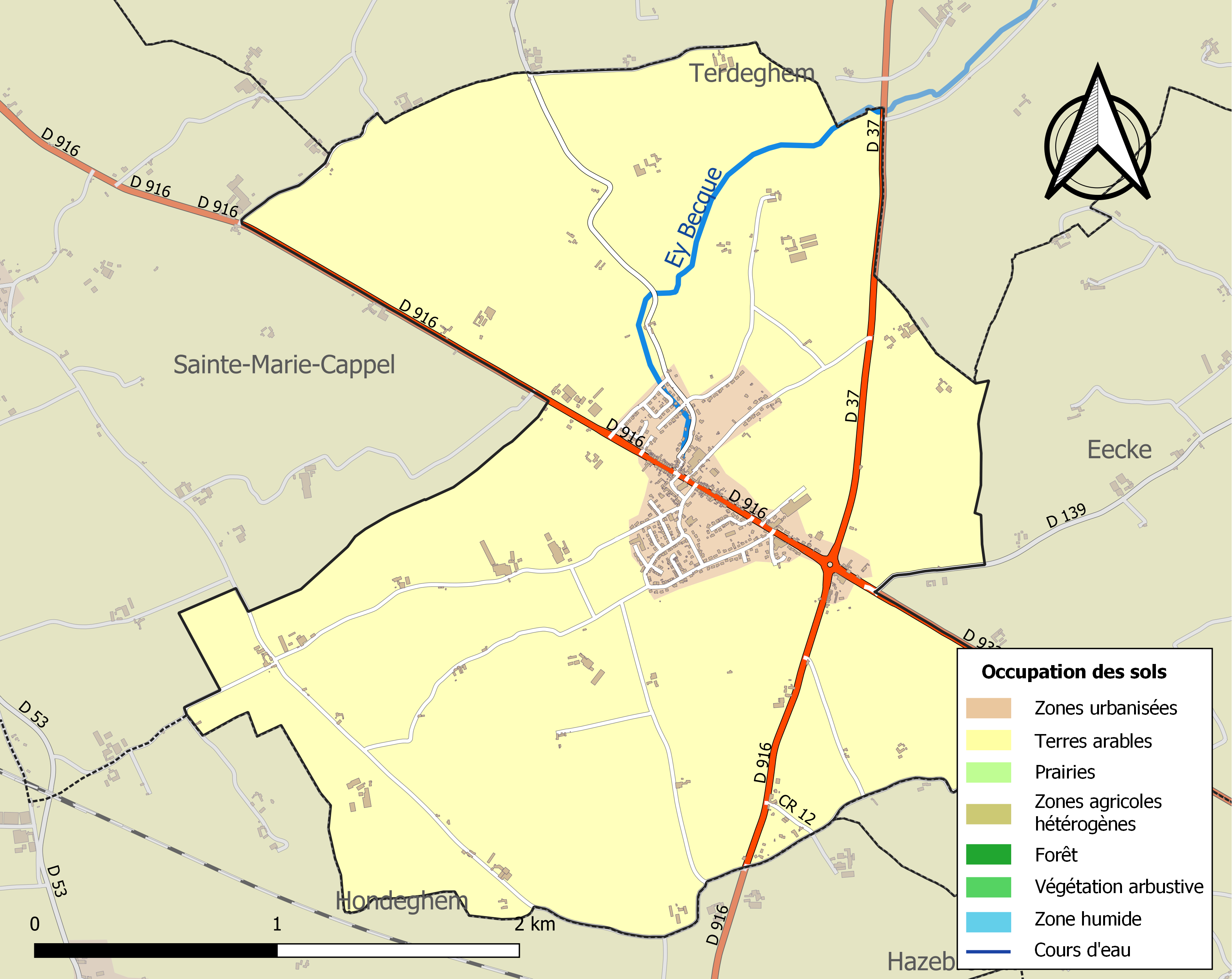
Carte des infrastructures et de l'occupation des sols de la commune en 2018 (CLC).

L'occupation des sols de la commune, telle qu'elle ressort de la base de données européenne d'occupation biophysique des sols Corine Land Cover (CLC), est marquée par l'importance des territoires agricoles (94,1 % en 2018), en diminution par rapport à 1990 (96 %). La répartition détaillée en 2018 est la suivante : 
terres arables (94,1 %), zones urbanisées (5,9 %). L'évolution de l'occupation des sols de la commune et de ses infrastructures peut être observée sur les différentes représentations cartographiques du territoire : la carte de Cassini (XVIIIe siècle), la carte d'état-major (1820-1866) et les cartes ou photos aériennes de l'IGN pour la période actuelle (1950 à aujourd'hui).

### Habitat et logement
En 2020, le nombre total de logements dans la commune était de 522, alors qu'il était de 482 en 2015 et de 461 en 2010.
Parmi ces logements, 91,6 % étaient des résidences principales, 0,8 % des résidences secondaires et 7,7 % des logements vacants. Ces logements étaient pour 92,1 % d'entre eux des maisons individuelles et pour 7,9 % des appartements.
Le tableau ci-dessous présente la typologie des logements à Saint-Sylvestre-Cappel en 2020 en comparaison avec celle du Nord et de la France entière. Une caractéristique marquante du parc de logements est ainsi une proportion de résidences secondaires et logements occasionnels (0,8 %) inférieure à celle du département (1,7 %) et à celle de la France entière (9,7 %). Concernant le statut d'occupation de ces logements, 78 % des habitants de la commune sont propriétaires de leur logement (78,1 % en 2015), contre 54,5 % pour le Nord et 57,5 pour la France entière.
| Typologie                                               | Saint-Sylvestre-Cappel | Nord | France entière |
| ------------------------------------------------------- | ---------------------- | ---- | -------------- |
| Résidences principales (en %)                           | 91,6                   | 90,7 | 82,1           |
| Résidences secondaires et logements occasionnels (en %) | 0,8                    | 1,7  | 9,7            |
| Logements vacants (en %)                                | 7,7                    | 7,7  | 8,2            |

## Toponymie
Au XVe siècle le village s'appelait Hillewaertscappel. Il prend son nom actuel vers 1538[réf. nécessaire].
En néerlandais, la commune est dénommée  Sint-Silvesterkappel.

## Histoire

### Ancien Régime
Du point de vue religieux, la commune était située dans le diocèse de Thérouanne puis dans le diocèse d'Ypres, doyenné de Cassel.

### Époque contemporaine

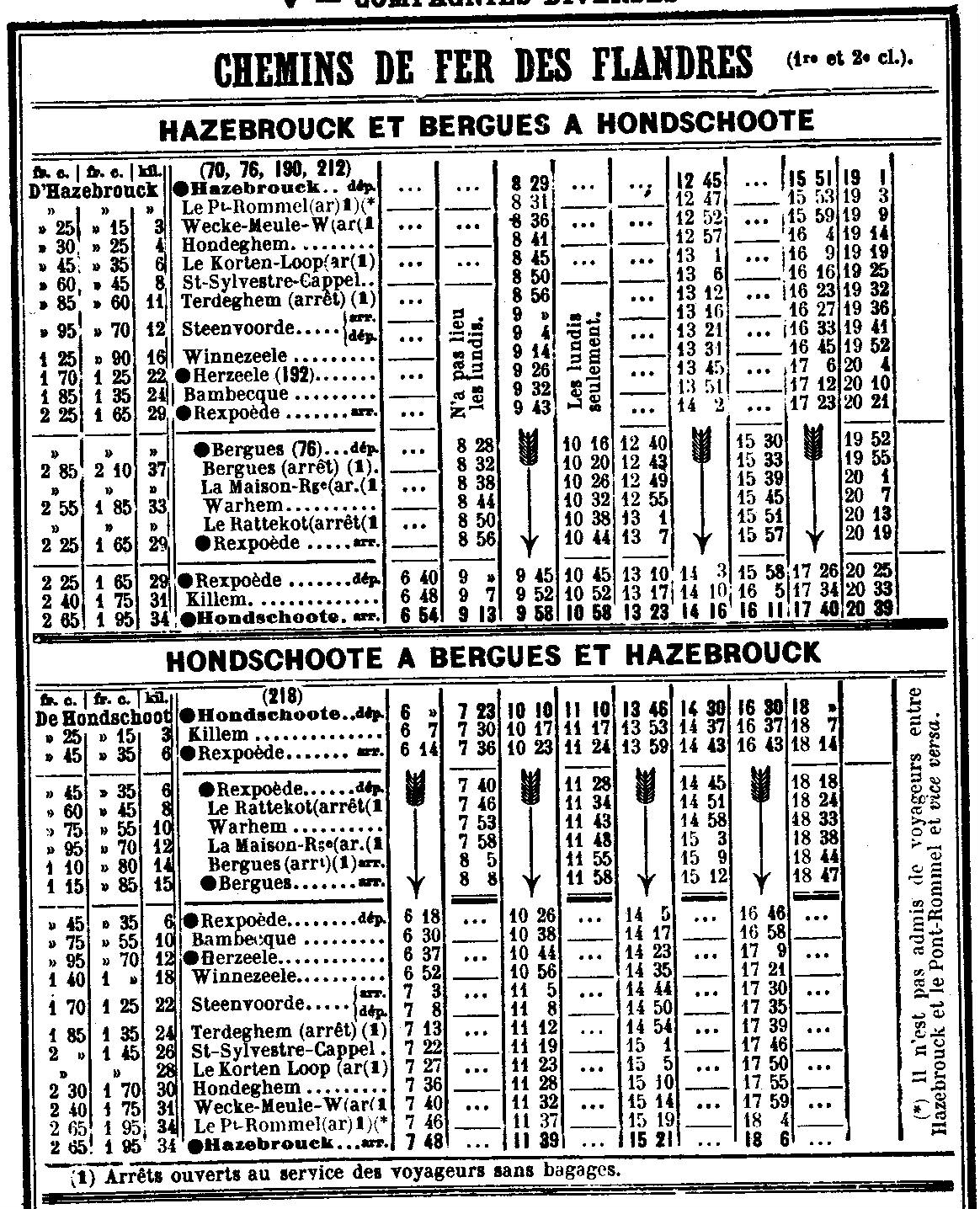
Horaires de la ligne en 1916.

En 1894, avant le développement de l'automobile, et à l'époque des petits trains dans les campagnes, une ligne de chemin de fer secondaire à voie métrique du réseau départemental du Nord. Elle reliait jusqu'en 1954  Hondschoote à Hazebrouck, via Rexpoëde, Bambecque, Herzeele, Winnezeele, Steenvoorde, Terdeghem, Saint-Sylvestre-Cappel, Hondeghem, Weke-Meulen. Le trajet dure 1h35, trois trains circulent par jour dans les deux sens,. De Rexpoëde, une autre ligne mène à Bergues.
Pendant la première guerre mondiale, en décembre 1914,des troupes anglaises stationnent à Saint-Sylvestre Cappel. Le 7 décembre 1914, un soldat anglais a été retrouvé ivre à Steenvoorde après avoir vendu un cheval et sa voiture. Il a été remis à la prévôté (gendarmerie) de Wormhout qui l'a dirigé sur Saint-Sylvestre-Cappel.

## Politique et administration

### Rattachements administratifs et électoraux

#### Rattachements administratifs
La commune se trouve depuis 1926 dans l'arrondissement de Dunkerque du département de du Nord.
Elle faisait partie depuis 1801 du canton de Steenvoorde. Dans le cadre du redécoupage cantonal de 2014 en France, cette circonscription administrative territoriale a disparu, et le canton n'est plus qu'une circonscription électorale.

#### Rattachements électoraux
Pour les élections départementales, la commune fait partie depuis 2014 du canton de Bailleul
Pour l'élection des députés, elle fait partie de la quinzième circonscription du Nord.

### Intercommunalité
Saint-Sylvestre-Cappel était membre de la communauté de communes du Pays des Géants, un établissement public de coopération intercommunale (EPCI) à fiscalité propre créé fin 2001 et auquel la commune avait transféré un certain nombre de ses compétences, dans les conditions déterminées par le code général des collectivités territoriales.
Conformément aux prescriptions de la loi de réforme des collectivités territoriales du 16 décembre 2010, qui a prévu le renforcement et la simplification des intercommunalités et la constitution de structures intercommunales de grande taille, cette intercommunalité a fusionné avec ses voisines pour former, le 1er janvier 2017, la communauté de communes de Flandre Intérieure, qui s'est trabsformée en 2024 en communauté d'agglomération sous le nom de Cœur de Flandre Agglo.
La commune en est donc membre.

### Liste des maires
| Période                                  | Période                        | Identité                 | Étiquette | Qualité              |
| ---------------------------------------- | ------------------------------ | ------------------------ | --------- | -------------------- |
| Les données manquantes sont à compléter. |                                |                          |           |                      |
|                                          |                                |                          |           |                      |
| avant 1802                               | après 1807                     | M. Ruckebush             |           |                      |
|                                          |                                |                          |           |                      |
| avant 1854                               |                                | P. Bulloy                |           |                      |
| 1881                                     | après 1887                     | J.F. Gantois             |           |                      |
|                                          |                                |                          |           |                      |
| avant 1887                               | 1896                           | Georges Serien           |           |                      |
| 1896                                     | 1900                           | J. Poupart               |           |                      |
| 1900                                     | après 1914                     | E. Dehaene               |           |                      |
|                                          |                                |                          |           |                      |
| avant 1922                               | 1933                           | R. Ryckebusch            |           |                      |
| 1933                                     | 1954                           | Michel Heymann           |           |                      |
| 1954                                     | 1971                           | R. Ricour                |           |                      |
| 1971                                     | 1977                           | Maxime Heymann           |           |                      |
| mars 1977                                | mars 1989                      | André Neuville           | PS        | Directeur d'école    |
| mars 1989                                | mars 2008                      | M. Claude Serien         |           |                      |
| mars 2008                                | juillet 2023                   | Marie-Madeleine Campagne | DVD       | Démissionnaire       |
| juillet 2023                             | En cours (au 30 novembre 2023) | M. Claude Bodele         |           | Agriculteur retraité |

## Population et société

### Démographie

#### Évolution démographique
L'évolution du nombre d'habitants est connue à travers les recensements de la population effectués dans la commune depuis 1793. Pour les communes de moins de 10 000 habitants, une enquête de recensement portant sur toute la population est réalisée tous les cinq ans, les populations de référence des années intermédiaires étant quant à elles estimées par interpolation ou extrapolation. Pour la commune, le premier recensement exhaustif entrant dans le cadre du nouveau dispositif a été réalisé en 2005.

En 2022, la commune comptait 1 151 habitants, en évolution de −1,71 % par rapport à 2016 (Nord : +0,51 %, France hors Mayotte : +2,11 %).
| 1793  | 1800  | 1806  | 1821  | 1831  | 1836  | 1841  | 1846  | 1851  |
| ----- | ----- | ----- | ----- | ----- | ----- | ----- | ----- | ----- |
| 1 110 | 1 125 | 1 198 | 1 158 | 1 139 | 1 147 | 1 100 | 1 050 | 1 060 |

| 1856  | 1861  | 1866  | 1872  | 1876  | 1881  | 1886  | 1891  | 1896 |
| ----- | ----- | ----- | ----- | ----- | ----- | ----- | ----- | ---- |
| 1 042 | 1 010 | 1 035 | 1 076 | 1 100 | 1 092 | 1 112 | 1 040 | 976  |

| 1901 | 1906 | 1911 | 1921 | 1926 | 1931 | 1936 | 1946 | 1954 |
| ---- | ---- | ---- | ---- | ---- | ---- | ---- | ---- | ---- |
| 951  | 971  | 896  | 871  | 764  | 704  | 746  | 781  | 722  |

| 1962 | 1968 | 1975 | 1982  | 1990  | 1999  | 2005  | 2006  | 2010  |
| ---- | ---- | ---- | ----- | ----- | ----- | ----- | ----- | ----- |
| 716  | 724  | 870  | 1 045 | 1 019 | 1 073 | 1 093 | 1 094 | 1 105 |

| 2015  | 2020  | 2022  | - | - | - | - | - | - |
| ----- | ----- | ----- | - | - | - | - | - | - |
| 1 166 | 1 150 | 1 151 | - | - | - | - | - | - |

#### Pyramide des âges
La population de la commune est relativement jeune.
En 2018, le taux de personnes d'un âge inférieur à 30 ans s'élève à 33,8 %, soit en dessous de la moyenne départementale (39,5 %). À l'inverse, le taux de personnes d'âge supérieur à 60 ans est de 27,0 % la même année, alors qu'il est de 22,5 % au niveau départemental.
En 2018, la commune comptait 590 hommes pour 580 femmes, soit un taux de 50,43 % d'hommes, largement supérieur au taux départemental (48,23 %).
Les pyramides des âges de la commune et du département s'établissent comme suit.
| Hommes | Classe d’âge | Femmes |
| ------ | ------------ | ------ |
| 0,7    | 90 ou +      | 1,4    |
| 5,7    | 75-89 ans    | 9,3    |
| 18,4   | 60-74 ans    | 18,6   |
| 21,2   | 45-59 ans    | 17,2   |
| 19,3   | 30-44 ans    | 20,5   |
| 14,1   | 15-29 ans    | 14,6   |
| 20,5   | 0-14 ans     | 18,4   |

| Hommes | Classe d’âge | Femmes |
| ------ | ------------ | ------ |
| 0,5    | 90 ou +      | 1,4    |
| 5,3    | 75-89 ans    | 8,1    |
| 14,8   | 60-74 ans    | 16,2   |
| 19,1   | 45-59 ans    | 18,4   |
| 19,5   | 30-44 ans    | 18,7   |
| 20,7   | 15-29 ans    | 19,1   |
| 20,2   | 0-14 ans     | 18     |

## Économie

### Entreprises
- La brasserie 3 Monts, nouveau nom depuis 2019  la brasserie de Saint-Sylvestre[44],[45], où la bière des 3 Monts est brassée ;
- Ets Serien, glacerie Vandencasteele[réf. nécessaire].

### Folklore

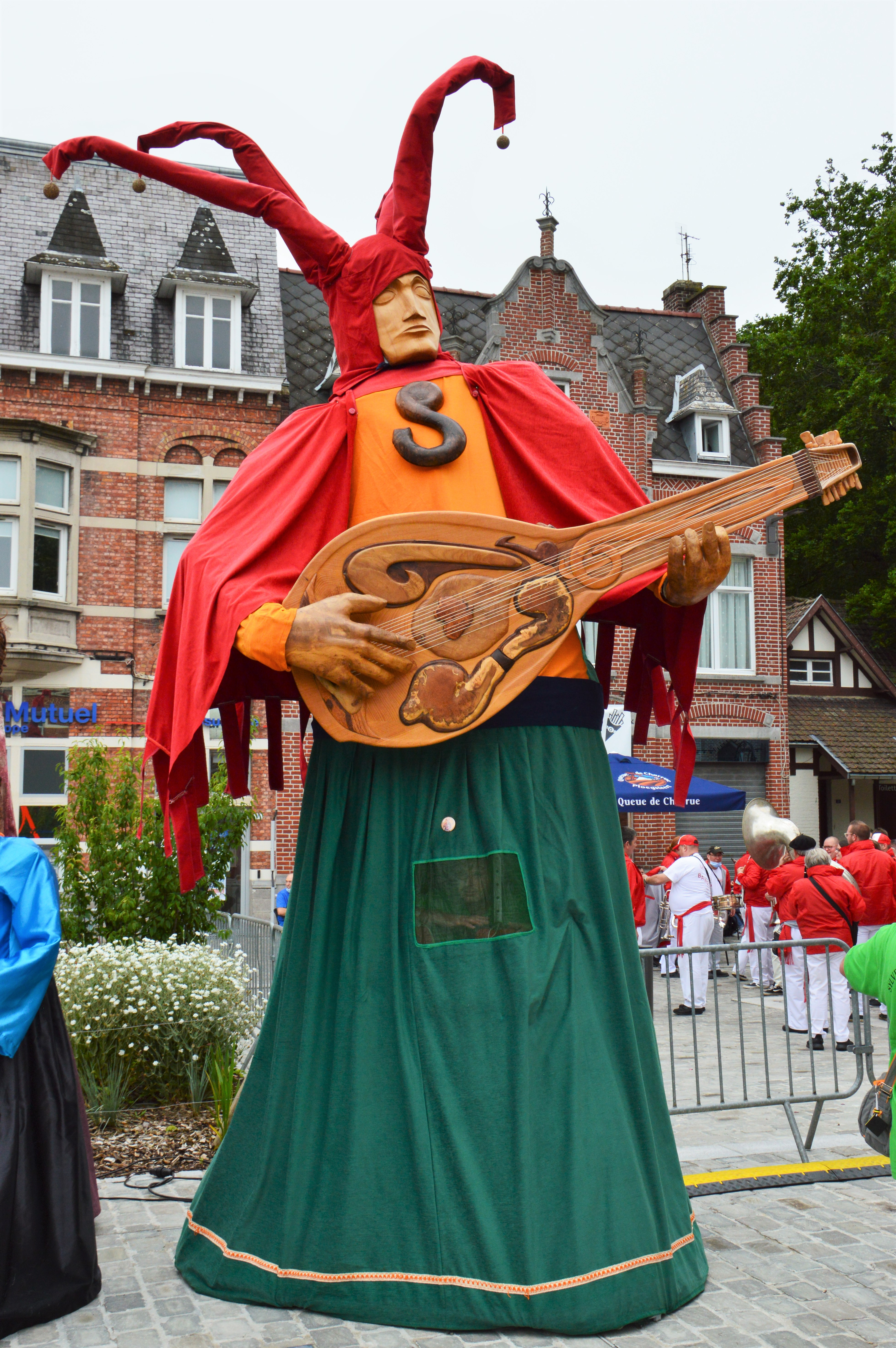
Sylvestre le Menestrel, géant de Saint-Sylvestre-Cappel

## Culture locale et patrimoine

### Personnalités liées à la commune
- Gabriel Plancke, député à la chambre du Front populaire.

### Héraldique
| Blason de Saint-Sylvestre-Cappel | Blason  | D'or à trois huchets de gueules, virolés d'argent. |
| Blason de Saint-Sylvestre-Cappel | Détails | Le statut officiel du blason reste à déterminer.   |

## Pour approfondir